# Pentagon (počítač)
Pentagon je jedna z ruských verzí počítače Sinclair ZX Spectrum. Jedná se o variantu, která má proti svému vzoru mnoho odlišností, ale je oblíbenější, než Scorpion ZS-256, který původní ZX Spectrum zachycuje věrněji. Jednou z jeho odlišností je, že přerušení negeneruje na začátku vykreslování obrazu, ale na konci vykreslování obrazu, čímž se jeví jako rychlejší.
Počítač existuje ve čtyřech verzích:
- Pentagon 48K
- Pentagon 128K (neobsahuje hudební čip AY-3-8912)
- Pentagon 128 2+
- Pentagon 128 3+

Protože se jedná o počítač, který si lidé stavěli doma, vzniklo pro něj mnoho rozšíření, jako rozšíření paměti na 256 KiB, 512 KiB, 1 MiB nebo 4 MiB, tyto úpravy jsou pak zmiňovány pod samostatnými názvy Pentagon 256, Pentagon 512, Pentagon 1024 a Pentagon 4096. Úprava Pentagon 256 se běžně nepoužívá. Tyto úpravy používají ke stránkování paměti bity portu 32765 (šestnáctkově 7FFD), které nejsou využity v původním Spectru 128.
Počítač je emulován i s různými paměťovými rozšířeními emulátorem Spectaculator. Procesorová deska GMX umožňuje emulaci počítače na jiných počítačích kompatibilních se ZX Spectrem.
Následníkem původního Pentagona je Pentagon 1024SL.

## Pentagon 128K

### Technické informace[7]
- procesor: Z80, 3,5 MHz,
- paměť RAM: 128 KiB,
- paměť ROM: 64 KiB,
- disketový řadič: Beta Disk Interface.

### Stránkování paměti
Protože procesor Z80 umožňuje adresovat pouze 64 KiB paměti, je celá paměť počítačů Pentagon 128K rozdělena na stránky o velikosti 16 KiB, které se připínají do adresového prostoru procesoru. Od adresy 0 do 16383 je připojena jedna ze čtyř stránek paměti ROM, od adresy 16384 do 32767 je připojena stránka č. 5 paměti RAM od adresy 32768 do adresy 49151 je připojena stránka č. 2 paměti RAM a ad adresy 49152 do adresy 65535 je možné připojit kteroukoli z osmi stránek paměti RAM, včetně stránek č. 2 a č. 5. Počítač má dvě videoram, jednu umístěnou ve stránce č. 5 a druhou umístěnou ve stránce č. 7.
|  | 65535 49152 | RAM 0 | RAM 1 | RAM 2             | RAM 3      | RAM 4 | RAM 5 | RAM 6 | RAM 7 |  |  |
|  | 49151 32768 | RAM 2 |       |                   |            |       |       |       |       |  |  |
|  | 32767 16384 | RAM 5 |       |                   |            |       |       |       |       |  |  |
|  | 16383 0     | ROM 0 | ROM 1 | ZX LPRINT III ROM | TR-DOS ROM |       |       |       |       |  |  |

Ke stránkování paměti je použit port 32765, význam jednotlivých bitů hodnoty odeslané na tento port je následující:
| 7 | 6 | 5                 | 4                 | 3                                           | 2                                               | 1                                               | 0                                               |
|   |   | zákaz stránkování | číslo stránky ROM | videoram: 0 – ve stránce 5 1 – ve stránce 7 | číslo stránky RAM v adresovém prostoru od 49152 | číslo stránky RAM v adresovém prostoru od 49152 | číslo stránky RAM v adresovém prostoru od 49152 |

TR-DOS ROM a ZX LPRINT III ROM není možné přistránkovat pomocí portu 32765, přistránkovávají se automaticky při skoku na danou adresu v ROM.

## Existující rozšíření počítače[9]
- rozšíření paměti,
- monochromatický videorežim 512 x 192 (aktivuje se bitem 1 portu 61431/EFF7),[10]
- videorežim 384 x 304,
- videorežim 256 x 192, 16 barev (aktivuje se bitem 0 portu 61431/EFF7),[11]
- hodiny reálného času,
- řadič IDE,
- turbo režim 7 MHz,
- zvuková zařízení Covox, Soundrive

## Klony počítače Pentagon
Vzhledem k tomu, že na Pentagon existuje obrovské množství software, využívající jeho specifika (hlavně hry a dema, ale i užitkové programy), který často nefunguje správně na klasickém ZX Spectru 128, dočkal se i Pentagon svého klonu. Jde o počítač ZX Nucleon 512KB Archivováno 16. 7. 2021 na Wayback Machine., vyráběný v České republice v období 2019-2021, který je klonem verze Pentagon s 512KB paměti RAM. Deska je navržena tak, aby pasovala do pouzdra od ZX Spectra 48KB, tzv. "Gumák".